# Lijst van grootste metropolen van Afrika
Deze lijst bevat de grootste steden (metropolen of agglomeraties) van Afrika qua inwoneraantal met meer dan 2.000.000 inwoners. Het land, het geschat aantal inwoners per 1 januari 2025, en eventueel de naam van de agglomeratie en grote bijhorende steden staan erbij.
| Rang | Metropool gebiedsnaam | Land              | Bevolking  | Opmerkingen                           |
| ---- | --------------------- | ----------------- | ---------- | ------------------------------------- |
| 1    | Caïro                 | Egypte            | 22.800.000 | incl. Gizeh, Hulwan & Shubra El Khema |
| 2    | Lagos                 | Nigeria           | 21.300.000 |                                       |
| 3    | Kinshasa              | Congo-Kinshasa    | 16.300.000 |                                       |
| 4    | Johannesburg          | Zuid-Afrika       | 14.800.000 | incl. Pretoria, Soweto en Vereeniging |
| 5    | Luanda                | Angola            | 9.650.000  |                                       |
| 6    | Khartoum              | Soedan            | 7.200.000  |                                       |
| 7    | Abidjan               | Ivoorkust         | 7.050.000  |                                       |
| 8    | Nairobi               | Kenia             | 6.900.000  |                                       |
| 9    | Accra                 | Ghana             | 6.800.000  |                                       |
| 10   | Dar es Salaam         | Tanzania          | 6.650.000  |                                       |
| 11   | Alexandrië            | Egypte            | 6.250.000  |                                       |
| 12   | Bamako                | Mali              | 5.700.000  |                                       |
| 13   | Kano                  | Nigeria           | 5.350.000  |                                       |
| 14   | Kaapstad              | Zuid-Afrika       | 5.100.000  |                                       |
| 15   | Addis Abeba           | Ethiopië          | 4.825.000  |                                       |
| 16   | Casablanca            | Marokko           | 4.450.000  |                                       |
| 17   | Algiers               | Algerije          | 4.325.000  |                                       |
| 18   | Kampala               | Oeganda           | 4.300.000  |                                       |
| 19   | Dakar                 | Senegal           | 4.225.000  |                                       |
| 20   | Yaoundé               | Kameroen          | 3.975.000  |                                       |
| 21   | Douala                | Kameroen          | 3.900.000  |                                       |
| 22   | Durban                | Zuid-Afrika       | 3.900.000  |                                       |
| 23   | Ouagadougou           | Burkina Faso      | 3.425.000  |                                       |
| 24   | Ibadan                | Nigeria           | 3.400.000  |                                       |
| 25   | Antananarivo          | Madagaskar        | 3.150.000  |                                       |
| 26   | Abuja                 | Nigeria           | 3.050.000  |                                       |
| 27   | Lusaka                | Zambia            | 3.000.000  |                                       |
| 28   | Conakry               | Guinee            | 2.975.000  |                                       |
| 29   | Kumasi                | Ghana             | 2.900.000  |                                       |
| 30   | Lubumbashi            | Congo-Kinshasa    | 2.875.000  |                                       |
| 31   | Tunis                 | Tunesië           | 2.725.000  |                                       |
| 32   | Harare                | Zimbabwe          | 2.675.000  |                                       |
| 33   | Lomé                  | Togo              | 2.625.000  |                                       |
| 34   | Maputo                | Mozambique        | 2.575.000  |                                       |
| 35   | Mbuji-Mayi            | Congo-Kinshasa    | 2.500.000  |                                       |
| 36   | Brazzaville           | Congo-Brazzaville | 2.475.000  |                                       |
| 37   | Mogadishu             | Somalië           | 2.250.000  |                                       |
| 38   | Port Harcourt         | Nigeria           | 2.250.000  |                                       |
| 39   | Cotonou               | Benin             | 2.150.000  |                                       |
| 40   | Rabat                 | Marokko           | 2.125.000  |                                       |

## Bron
1. ↑  Citypopulation.de: The Principal Agglomerations of the World - statistics and charts as map, diagram and table (reference date 2016-01-01)